# Culicoides subravus
Culicoides subravus är en tvåvingeart som beskrevs av Cornet och Chateau 1971. Culicoides subravus ingår i släktet Culicoides och familjen svidknott. Inga underarter finns listade i Catalogue of Life.